# Глищинский, Михаил
Михаил Глищинский (пол. Michał Gliszczyński; 29 сентября 1814, деревня Гацки, ныне Шидловецкий повят — 13 апреля 1874) — польский историк и переводчик.
Происходил из мелкопоместного дворянского рода Глищинских герба Лебедь. Окончил гимназию в Пётркуве и дополнительные курсы в Варшаве. С 1839 г. работал учителем истории и географии в Ленчице, затем в Сандомире, позднее преподавал польский язык в Ломже. В 1847 году вышел в отставку.
Много печатался в главном польском научно-популярном журнале Biblioteka Warszawska. Опубликовал историческое сочинение «Значение и внутренняя жизнь Запорожской сечи согласно Скальковскому» (пол. Znaczenie i wewnętrzne życie Zaporoża podług Skalkowskiego; 1849), при переиздании 1852 г. дополнив его статьёй «Малороссийские гетманы и казаки со времён Унии» (пол. Hetmani małorossyjscy i Kozacy z czasów Unii; 1852). Далее напечатал «Жизнь и смерть Сократа» (пол. Życie i śmierć Sokratesa; 1858), «Гус и гуситы» (пол. Hus i Husyci; 1859), несколько сборников под общим названием «Научные и литературные разности» (пол. Rozmaitości naukowe i literackie), в одном из которых, среди прочего, польский перевод первой книги «Хроники и деяний князей или правителей польских». Также напечатал переводы на польский язык исторической хроники Рейнгольда Гейденштейна, двух томов «Всеобщей истории литературы» Иоганна Шерра, «Истории философии XVIII века» Виктора Кузена, «Истории короля Владислава» Филиппа Каллимаха, романа Фридриха Шпильгагена «Молот и наковальня» и т. д.